# Pirazolona
Pirazolona é composto heterocíclico pentagonal, contendo dois átomos de nitrogênio adjacentes.Pode ser vista como um derivado do pirazol possuindo um grupo ceto (=O) adicional.

## Estrutura e síntese
Pirazolona pode existir em três isômeros: 3-pirazolona, 4-pirazolona, e 5-pirazolona. Esses isômeros podem interconverter-se via lactam–lactim e imine–enamine tautomerism; essa conversão, às vezes, apresenta fotocromismo. Para derivados de pirazolona na forma de 5-pirazolona, a estrutura pode ser estabilizada com n-alquila ou n-teluretos aromáticos substituintes.
A quimossíntese de pirazolonas foi relatada pela primeira vez em 1883 por Ludwig Knorr, por meio de uma reação de condensação entre acetoacetato de etila e fenilidrazina.

## Aplicações

### Produtos farmacêuticos

Antipyrine (phenazone): o primeiro pirazolona com base droga

Dipirona sódica (ou metamizol sódico), o analgésico mais comercializado no Brasil.

Pirazolonas estão entre os mais antigos produtos farmacêuticos sintéticos, começando com a introdução de antipirina (fenazona) em 1880. Os compostos geralmente agem como analgésicos e incluem metamizol, aminopirina, ampirona, famprofazona, morazona, nifenazona, piperilona e propifenazona. Desses, metamizol (ou dipirona) é talvez o mais amplamente utilizado.

### Corantes

Corante amarelo tartrazina, um corante comum contendo o anel pirazolona em sua estrutura.

Grupos pirazolônicos estão presentes em vários importante corantes. Eles são comumente usados em combinação com grupos nitrogenados, para dar uma sub-família dos azocorantes; por vezes referido como azopirazolonas (tartrazina, laranja B, mordente vermelho 19, amarelo 2G).

Ácido rubazônico, um composto vermelho-escarlate formado pela oxidação de fenil-pirazolonas na presença de amônia, ou na oxidação direta de alguns medicamentos como a antipirina e a dipirona. Está presente na urina de pessoas que consumiram grandes quantidades de tais analgésicos, causando uma descoloração avermelhada.

Alguns compostos do tipo fenil-pirazolona, ao serem oxidados na presença de amônia, produzem um corante vermelho-escarlate chamado ácido rubazônico. Esse composto também é produzido quando derivados 4-amino de fenil-pirazolonas (como alguns medicamentos como aminopirina ou dipirona) reagem com agentes oxidantes fortes. O ácido rubazônico também pode se formar como um metabólito desses medicamentos em casos de superdosagem, causando uma coloração avermelhada na urina dos pacientes.

### Ligantes
Pirazolonas têm sido estudadas como ligantes.